# Compromesso di Caspe

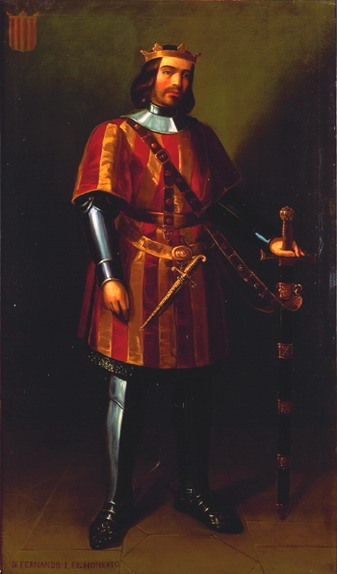
Ferdinando I di Aragona

Il compromesso di Caspe fu il procedimento scelto nel 1412 dai parlamentari delle Cortes dei regni di Aragona e Valencia e dal Principato di Catalogna (non presero parte quelli del Regno di Sicilia, Sardegna e Maiorca) per risolvere l'interregno aragonese motivato dalla morte del re della corona d'Aragona e ultimo re di Trinacria Martino il Vecchio (1410) senza lasciare un legittimo successore.

## Storia
Alla morte di Martino il Vecchio, avvenuta il 31 maggio 1410, erano già deceduti tutti i suoi discendenti legittimi (nati dal matrimonio con la regina Maria de Luna). Nessun figlio era nato dalla seconda moglie, Margherita di Prades. Avendo revocato a Giacomo II di Urgell, per le pressioni del vescovo di Saragozza, il titolo di governatore della corona d'Aragona (che sarebbe equivalso a una nomina a erede) e non avendo ancora portato a termine la pratica di riconoscimento di suo nipote Federico, conte di Luna (figlio illegittimo del re consorte di Trinacria Martino il Giovane e della sua amante Tarsia Rizzari di Catania), seguì un periodo di incertezza, detto di interregno, che durò due anni e che, essendo l'opinione pubblica molto divisa tra i vari pretendenti, portò l'Aragona sull'orlo della guerra civile.
I pretendenti al trono della corona d'Aragona e al Regno di Sicilia (o Trinacria) erano i seguenti cinque:
- Federico, conte di Luna, figlio illegittimo di Martino il Giovane.
- Giacomo II, conte di Urgell, bisnipote, per linea maschile, di Alfonso IV il Benigno.
- Alfonso d'Aragona, duca di Gandia, nipote, per linea maschile, di Giacomo II il Giusto, morto nel marzo 1412 e sostituito dal figlio, Alfonso II di Gandia.
- Luigi III d'Angiò, duca di Calabria, nipote, attraverso sua madre Iolanda di Aragona, di Giovanni I di Aragona.
- Ferdinando di Trastamara, el de Antequera, infante di Castiglia, nipote di Martino il Vecchio attraverso sua madre, Eleonora d'Aragona, figlia di Pietro IV di Aragona e sorella di Martino.

Le deliberazioni dei rappresentanti di Aragona, Valencia e Catalogna furono rese difficoltose dalle lotte delle fazioni nobiliari, dall'impazienza dei partigiani del conte di Urgell e dall'intervento delle truppe castigliane di Ferdinando de Trastamara.
Le cortes di Catalogna, di Valencia e d'Aragona decisero per un arbitrato: il 15 febbraio 1412 si riunirono ad Alcañiz e nominarono tre rappresentanti per ogni regno, trascurando però di invitare i rappresentanti di Maiorca, Sicilia e Sardegna; i rappresentanti eletti si sarebbero riuniti nella località di Caspe (Aragona) e si sarebbero pronunciati sui diritti dei vari pretendenti.
I rappresentanti eletti furono:
- Domingo Ram, vescovo di Huesca.
- Francisco de Aranda, vecchio consigliere reale e inviato dell'antipapa Benedetto XIII.
- Berenguer de Bardají, giurista delle cortes di Aragona.
- Pere de Sagarriga, arcivescovo di Tarragona.
- Bernat de Gualbes, consigliere di Barcellona.
- Guillem de Vallseca, giurista delle cortes di Catalogna.
- Bonifaci Ferrer, priore della certosa valenciana di Portaceli.
- San Vicent Ferrer, domenicano valenciano, fratello di Bonifacio.
- Pere Bertran (che sustituì Ginés Rabassa, giurista), esperto di diritto valenciano.

Il 24 giugno si procedette alla votazione. Mentre in un primo momento i rappresentanti dei catalani furono indecisi, quelli aragonesi e valenzani, più legati al commercio della lana e altri interessi economici con la Castiglia, optarono per Ferdinando di Trastamara (anche per le sue doti personali che aveva avuto modo di dimostrare durante la reggenza del regno di Castiglia dal 1406 e la condotta della guerra contro il regno di Granada). A questo proposito fu determinante l'opinione di San Vicente Ferrer che subito sostenne la candidatura di Ferdinando di Trastamara. I singoli voti furono così espressi:
- Domingo Ram, Ferdinando di Trastamara
- Francisco de Aranda, Ferdinando di Trastamara
- Berenguer de Bardají, Ferdinando di Trastamara
- Pere de Sagarriga, dopo aver elogiato Ferdinando di Trastamara si dichiarò per Giacomo II di Urgell e Alfonso II di Gandia a cui andava il suo voto da dividersi. Inoltre dichiarava che il regno di Sicilia spettava di diritto a Federico di Luna
- Bernat de Gualbes, Ferdinando di Trastamara
- Guillem de Vallseca, Giacomo II di Urgell
- Bonifaci Ferrer, Ferdinando di Trastamara
- San Vicent Ferrer, Ferdinando di Trastamara
- Pere Bertran, astenuto perché non aveva avuto il tempo di approfondire, essendo arrivato da poco.

Il 28 giugno 1412 fu proclamato Re della corona d'Aragona e re di Sicilia l'infante castigliano Ferdinando di Trastamara con il nome di Ferdinando I di Aragona, per il voto dei tre rappresentanti aragonesi, dei due ecclesiastici valenzani e del borghese catalano. Anche se un valenzano e due catalani non avevano votato per Ferdinando, l'elezione, pur con qualche disappunto, fu ben accolta anche in Valencia e Catalogna.

## Schema genealogico
In neretto i cinque candidati e in corsivo il Re Martino il vecchio
```
Giacomo II di Aragona

│
├──
Alfonso IV di Aragona

│   │
│   ├── 
Pietro IV di Aragona
 
il Cerimonioso

│   │   │
│   │   ├── 
Giovanni I di Aragona

│   │   │   │
│   │   │   └── 
Iolanda di Aragona

│   │   │       │
│   │   │       └── 
Luigi III d'Angiò

│   │   │
│   │   ├──
Martino il Vecchio

│   │   │     │
│   │   │     └── 
Martino il giovane

│   │   │         │
│   │   │         └── 
Federico di Luna

│   │   │
│   │   └── 
Eleonora

│   │       │
│   │       └── 
Ferdinando I di Aragona

│   │
│   └── 
Giacomo I di Urgell

│       │
│       └── 
Pietro II di Urgell

│           │
│           └── 
Giacomo II di Urgell

│                
└── 
Pietro IV di Ribagorza

    │ 
    └── 
Alfonso IV di Ribagorza

       │ 
       └── 
Alfonso V di Ribagorza
, che subentrò al padre
```